# Längenfeldgasse (stacja metra)
Längenfeldgasse – stacja węzłowa metra w Wiedniu na liniach U4 i U6. Została otwarta 7 października 1989. 
Stacja znajduje się w 12. dzielnicy Wiednia Meidling, a jej nazwa pochodzi od pobliskiej Längenfeldgasse.